# Koschewoje (Kaliningrad, Gurjewsk)
Koschewoje (russisch Кошевое, deutsch Linken) ist ein Ort in der russischen Oblast Kaliningrad. Er gehört zur kommunalen Selbstverwaltungseinheit Stadtkreis Gurjewsk im Rajon Gurjewsk.

## Geographische Lage
Koeschwoje liegt 15 Kilometer östlich von Kaliningrad (Königsberg) an der Kommunalstraße 27K-128 von Nisowje (Waldau) an der Kommunalstraße 27K-034 (ehemalige Trasse der A229) nach Konstantinowka (Konradswalde) an der Regionalstraße 27A-024 (ex A190). Bis 1945 war Linken Bahnstation an der Strecke von Königsberg (Preußen) über Possindern (russisch: Roschtschino) nach Tapiau (Gwardeisk) der Königsberger Kleinbahn.

## Geschichte
Das einst Linken genannte Gutsdorf und sein späterer Ortsteil Littersdorf kam 1874 zum neu errichteten Amtsbezirk Waldau (russisch: Nisowje) im Landkreis Königsberg (Preußen) (1939 bis 1945 Landkreis Samland) im Regierungsbezirk Königsberg der preußischen Provinz Ostpreußen. Am 1. Dezember 1910 zählte der Ort 98 Einwohner. Am 30. September 1928 wurde Linken in das Amtsdorf Waldau eingemeindet. 
Infolge des Zweiten Weltkriegs kam Linken mit dem nördlichen Ostpreußen zur Sowjetunion. Im Jahr 1947 erhielt der Ort die russische Bezeichnung Koschewoje und wurde gleichzeitig dem Dorfsowjet Nisowski selski Sowet im Rajon Gurjewsk zugeordnet. Von 2008 bis 2013 gehörte Koschewoje zur Landgemeinde Nisowskoje selskoje posselenije und seither zum Stadtkreis Gurjewsk.

## Kirche
Aufgrund seiner überwiegend evangelischen Bevölkerung war Linken bis 1945 in das Kirchspiel der Kirche Arnau (russisch: Rodniki) eingepfarrt und gehörte zum Kirchenkreis Königsberg-Land II innerhalb der Kirchenprovinz Ostpreußen der Kirche der Altpreußischen Union. Letzter deutscher Geistlicher war Pfarrer Arthur Brodowski.
Heute liegt Koschewoje im Einzugsbereich der in den 1990er Jahren neu errichteten Auferstehungskirche in Kaliningrad (Königsberg), der Hauptkirche der Propstei Kaliningrad der Evangelisch-lutherischen Kirche Europäisches Russland (ELKER).